# Neckeropsis calcicola
Neckeropsis calcicola là một loài rêu trong họ Neckeraceae. Loài này được Nog. mô tả khoa học đầu tiên năm 1956.